# Paul Ekman
Paul Ekman, né le 15 février 1934, est un psychologue américain. Il fut l'un des pionniers dans l'étude des émotions dans leurs relations aux expressions faciales (théorie de détection des micro-expressions élaborée à partir d'études sur les sociétés primitives et leurs réactions universelles à diverses photographies). Il est considéré comme l'un des cent plus éminents psychologues du XXe siècle.

## Biographie
Paul Ekman est né en 1934 à Washington, DC, et a grandi à Newark, New Jersey, puis dans les États de Washington, d'Oregon, et en Californie du sud. Il est le fils d'un pédiatre.
Il a reçu un Research Scientist Award du National Institute of Mental Health (NIMH) en 1971, qui a été renouvelé en 1976, 1981, 1987, 1991 et 1997. Pendant plus de 50 ans, le NIMH a soutenu ses recherches par l'octroi de bourses, de subventions et de prix.
Lors de la 8e conférence du Mind and Life Institute en mars 2000 à Dharamsala, Paul Ekman fit la connaissance du dalaï-lama. Il déclara n'avoir jamais vu de visage dont les muscles faciaux soient aussi vifs et souples. Il ajouta qu'ils ressemblaient à ceux d'un homme de 20 à 30 ans. Il l'explique par la vigueur et l'absence de message ambivalent dans son expression.

## Œuvre
Contrevenant les croyances de plusieurs anthropologues (Margaret Mead y compris), Ekman affirme que les expressions du visage ne sont pas déterminées par la culture, mais qu’elles sont universelles (présentes de la même façon dans n’importe quelle culture), et partant biologiquement déterminées. Charles Darwin avait déjà conjecturé une pareille universalité des émotions faciales. Ces expressions qui, selon Ekman, sont universelles comprennent celles exprimant colère, dégoût, peur, joie, tristesse, surprise et mépris.
Dans le Diogenes Project (maintenant connu sous le nom de Programme Génies), Ekman a indiqué que les « micro-expressions » du visage qu’il a montrées peuvent facilement être utilisées d’une façon fiable pour détecter des mensonges. Ekman a dirigé et publié une recherche sur une énorme variété de sujets dans l’aire générale du comportement non verbal. Son travail sur les mensonges, par exemple, n’était pas limité au visage, mais aussi à l’observation du reste du corps.
Dans sa profession il fait aussi allusion aux signes verbaux de mensonge. Quand il a été interviewé sur le scandale de Monica Lewinsky, il a mentionné qu’il a pu déterminer que Clinton mentait parce qu’il a employé un langage distant.
Actuellement, Ekman fait partie de la rédaction du magazine Greater Good, publié par le Greater Good Science Center (en) de l’Université de Californie, Berkeley. Les contributions d’Ekman incluent l’interprétation de la recherche scientifique sur les racines de la compassion, l’altruisme et les relations humaines pacifiques.
Ekman travaille avec le chercheur Dimitris Metaxas, spécialisé en vision par ordinateur, à la conception d’un détecteur visuel de mensonges.
Ekman a aussi contribué à l’étude des aspects sociaux des mensonges : pourquoi nous mentons et pourquoi nous nous intéressons à les détecter.
Ekman est également formateur FBI et conseiller scientifique pour la série télévisée Lie to Me, largement inspirée par ses travaux sur la détection du mensonge par les langages corporel et verbal. Lie to Me est un moyen fantastique pour répandre les travaux d'Ekman dans la culture populaire. Démarche légèrement paradoxale puisque les micro-expressions universelles innées censées trahir les véritables émotions sont feintes par les acteurs, qui sont par essence des menteurs professionnels.

## Classification des émotions

### Introduction
Paul Ekman a conçu une liste des émotions de base à partir de recherches transculturelles sur une tribu de Papouasie-Nouvelle-Guinée. Il a observé le fait que des personnes isolées du monde ayant une culture d'âge de la pierre peuvent identifier les expressions de l'émotion de personnes sur des photographies dont les cultures sont inconnues. Ils pourraient également attribuer les expressions du visage à des descriptions de situations. 
Sur cet indice, il a conclu que certaines émotions de base sont soit biologiques, soit universelles à tous les hommes.

### Première liste des émotions de base (1971)
Il a pu définir ainsi la liste :
- tristesse ;
- joie ;
- colère ;
- peur ;
- dégoût ;
- surprise ;

### Liste élargie des émotions de base (1990)
Dans les années 1990, Ekman a élargi sa liste d'émotions de base à 16, dont un plus large éventail d'émotions positives.
Certaines de ces nouvelles émotions positives et négatives ne correspondent pas à une expression du visage.
Les nouvelles émotions sont :
- amusement ;
- satisfaction ;
- gêne ;
- excitation ;
- culpabilité ;
- fierté dans la réussite ;
- soulagement ;
- plaisir sensoriel ;
- honte ;
- mépris.

## Critique
Les travaux de Paul Ekman, particulièrement par rapport aux programmes SPOT (Screening Passengers by Observation Techniques) sur la sûreté dans les aéroports, ont été critiqués pour l'absence de preuve scientifique. Charles Honts, un psychologue expert dans les détecteurs de mensonges et entraîné à la méthode de Ekman, n'a pas réussi à reproduire les mêmes résultats. Dans un rapport de 2007 sur SPOT, il affirme avec d'autres experts que « simplement mettre des personnes (incluant des professionnels entraînés à détecter les mensonges avec une grande expérience de l'évaluation de la vérité) aura les mêmes résultats que s'ils avaient lancé une pièce »,.